# André Brasil
André Brasil Esteves (Rio de Janeiro, 23 de maio de 1984) é um nadador paraolímpico brasileiro, atual recordista mundial nos 50, 100 e 800 metros livre e nos 50 e 100 metros borboleta, onde na segunda prova foi o campeão paralímpico. Além de ter sido atleta da Seleção Paraolímpica Brasileira de Natação e da Seleção Olímpica do Esporte Clube Pinheiros.
É estudante de fisioterapia e conheceu a natação aos três meses de idade, após o diagnóstico de paralisia infantil (poliomielite) por reação vacinal. Em 24 de abril de 2019, André Brasil foi considerado pelo IPC(Comitê Paralímpico Internacional) inelegível para o esporte, o que significa que não está mais apto a competir na natação paralímpica.

## Competições iniciais
Suas primeiras competições foram no Colégio Nosso Lar, no período de 1989 a 1994. Foi federado pela Academia Rômulo Arantes Nadadores, onde competiu nas categorias mirim, infantil e juvenil, conquistando vitórias como no Torneio Sudeste de Natação em 1994. De 1994 a 1998 participou de vários campeonatos estaduais, com excelentes resultados.
Em 1999 integrou-se à equipe do Clube de Regatas Vasco da Gama, onde participou da equipe estadual infanto-juvenil, quando consagrou-se campeão nacional e internacional no XXXI Troféu Chico Piscina.
Em 2001 conquistou o terceiro lugar nos 50 metros nado livre no Campeonato Brasileiro de Natação Júnior Tancredo Neves. Neste mesmo ano fez parte da equipe do Rio de Janeiro no Campeonato Brasileiro - Interfederativo de Seleções Júnior, em Goiânia, onde foram campeões.
Em 2003 integrou a equipe de revezamento do Vasco no Troféu Brasil de Natação, em Santos, onde obtiveram o quinto lugar no 4x200 metros nado livre.
Em 2004, André foi para o Clube Botafogo Futebol e Regatas, e conquistou o sexto melhor tempo do Brasil nos 50 metros nado borboleta, no Campeonato Brasileiro de Natação Sênior.

## Desporto paralímpico
Foi também em 2004 que despertou o interesse em André para o desporto paralímpico através da divulgação realizada pela imprensa durante as Paralimpíadas de Atenas. Acompanhando a performance do atleta Clodoaldo Silva e de atletas como o recordista mundial Benoit Huot, que faz parte da classe S-10 (a mesma de André Brasil) e Jesus Collado nos 100 metros nado borboleta (S-9).
Em junho de 2005 participou de sua primeira competição como atleta paralímpico, na I etapa do Circuito Loterias Caixa Brasil Paralímpico de Atletismo e Natação, em Belo Horizonte (MG), onde teria batido seu primeiro recorde mundial, com o tempo de 24s53", nos 50 metros nado livre, contudo esse tempo e recorde não foi validado. 

### Confirmação da qualidade de atleta paralímpico
Após ter ficado afastado por sete meses do paradesporto devido a não elegibilidade para a classe S10, em abril de 2006 o atleta foi para o Campeonato Mundial do Esporte, na África do Sul para nova avaliação, onde obteve parecer positivo do Comitê Paraolímpico Internacional. Ganhou as cinco provas que disputou, voltando com força total para a Natação Paraolímpica.

### Recordes mundiais
Atual recordista mundial nos 50, 100 e 800 metros livre e nos 50 e 100 metros borboleta.
Durante o ano o atleta participou de quatro etapas do Circuito Loterias Caixa onde obteve o recorde mundial na prova dos 50 metros nado livre com o tempo de 24s64", na etapa de Porto Alegre. Participou do I Campeonato Universitário Paraolímpico, onde conquistou as cinco provas em que disputou.
Seu melhor desempenho no ano, foi no Campeonato Mundial em Durban na África do Sul, onde disputou sete provas - cinco individuais e dois revezamentos - conquistando seis medalhas ao todo: quatro de ouro e duas de bronze e ainda três recordes mundiais: nos 50 metros nado livre, com o tempo de 24s36", 100 metros nado livre, com o tempo de 52s61" e 100 metros nado borboleta, com o tempo de 58s00".
A equipe brasileira ficou em quinto lugar geral na competição, a melhor colocação do Brasil em mundiais, somando um total de 26 medalhas, sendo doze de ouro, sete de prata e sete de bronze. 
Atualmente é detentor dos recordes mundiais nos 50, 100 e 800 metros livre e nos 50 e 100 metros borboleta.

## Paralímpiadas
André conquistou nas Paralímpiadas 4 medalhas de ouro, 1 de prata, três recordes mundiais e dois paraolímpicos. 
- Ouro nos 100m borboleta com quebra de recorde paraolímpico com o tempo de 56s47.
- Ouro nos 100m livre com quebra do recorde mundial com o tempo de 51s38.
- Prata no 200m medley com o tempo de 2min20s40.
- Ouro nos 50m livre com quebra do recorde mundial com o tempo de 23s61.
- Ouro nos 400m livre com quebra do recorde paraolímpico com o tempo de 4min05s84.